# Classe de Laue
En cristallographie, la classe de Laue ou groupe de Laue d'un cristal désigne le groupe ponctuel de symétrie de sa figure de diffraction. La détermination de la classe de Laue est une des premières étapes de la détermination d'une structure cristalline ; elle permet l'identification du système réticulaire ainsi qu'une sélection des groupes ponctuels de symétrie possibles du cristal.
La classe de Laue doit son nom à Max von Laue, dont les travaux furent à l'origine de la méthode de diffraction des rayons X.

## Symétrie de la figure de diffraction

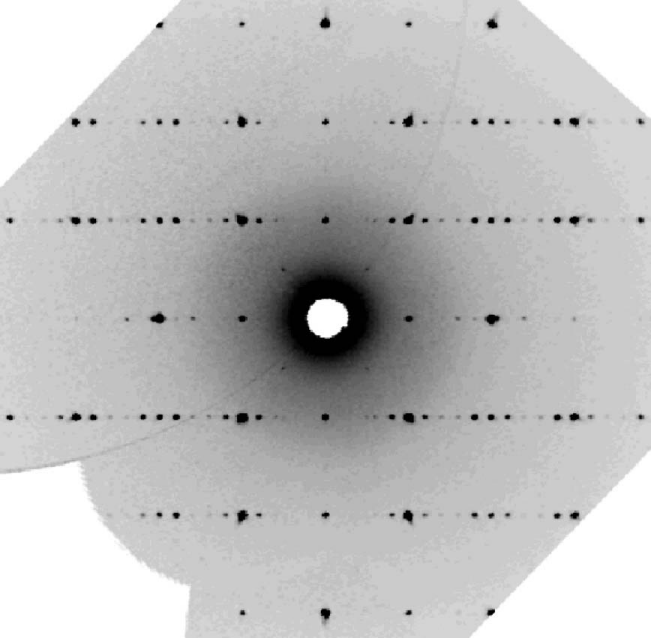
Section de la figure de diffraction d'un cristal dans l'espace réciproque.

La figure de diffraction d'un cristal est un objet tridimensionnel de taille finie, contenant des réflexions ou taches de diffraction notées hkl et espacées régulièrement. Sa taille est déterminée par plusieurs facteurs :
- pour une longueur d'onde λ donnée, les indices h, k et l des réflexions mesurables sont limités par la loi de Bragg 2 dhkl sin θ = λ : puisque -1 ≤ sin θ ≤ 1, dhkl doit être inférieur à λ/2 ;
- les intensités des réflexions diminuent en fonction de l'angle de diffraction θ, à cause par exemple de l'agitation thermique des atomes, de la forme du facteur de diffusion atomique ou de l'occupation mixte désordonnée de sites atomiques par différentes espèces chimiques : au-delà d'un angle θmax, les intensités mesurées sont trop faibles pour que l'on puisse détecter une réflexion.

La figure de diffraction n'est donc pas périodique, sa symétrie ne peut être décrite que par un groupe ponctuel de symétrie.
La symétrie de la figure de diffraction d'un cristal est reliée de façon simple à la symétrie du cristal :
- les réflexions hkl observées sont situées sur les nœuds (h,k,l ) du réseau réciproque, qui est la transformée de Fourier du réseau direct du cristal ;
- l'intensité d'une réflexion hkl est proportionnelle au carré de la norme du facteur de structure F(hkl ), qui est la transformée de Fourier de la distribution électronique (dans le cas de la diffraction de rayons X) dans la maille.

Ainsi, les symétries ponctuelles du cristal se retrouvent dans la figure de diffraction. Cependant, du fait de la loi de Friedel, la symétrie de la figure de diffraction est centrosymétrique, même si le cristal ne l'est pas (les effets de la diffusion anomale ne sont pas pris en compte). Le groupe de Laue d'un cristal est donc le groupe ponctuel de symétrie du cristal auquel est ajoutée l'inversion (si elle n'est pas déjà présente). Le groupe ponctuel de symétrie du cristal est un sous-groupe de son groupe de Laue.

## Les 11 classes de Laue
Il existe 32 classes cristallines géométriques dans l'espace à trois dimensions. Les classes de Laue sont les 11 classes définies par les groupes centrosymétriques. À chaque classe de Laue correspondent plusieurs types de groupe ponctuel cristallographique du cristal.
| Système cristallin | Classes de Laue | Groupes ponctuels du cristal |
| ------------------ | --------------- | ---------------------------- |
| Triclinique        | 1               | 1, 1                         |
| Monoclinique       | 2/m             | 2, m, 2/m                    |
| Orthorhombique     | mmm             | 222, 2mm, mmm                |
| Tétragonal         | 4/m             | 4, 4, 4/m                    |
| Tétragonal         | 4/mmm           | 4mm, 422, 42m ( 4m2), 4/mmm  |
| Trigonal           | 3               | 3, 3                         |
| Trigonal           | 3m              | 32, 3m, 3m                   |
| Hexagonal          | 6/m             | 6, 6, 6/m                    |
| Hexagonal          | 6/mmm           | 6mm, 622, 62m (6m2), 6/mmm   |
| Cubique            | m3              | 23, m3                       |
| Cubique            | m3m             | 432, 43m, m3m                |

## Réflexions équivalentes
Du fait de sa symétrie, la figure de diffraction contient des réflexions équivalentes, c'est-à-dire que les intensités de certaines taches de diffraction observées sont égales. Pour une réflexion hkl, le nombre de réflexions équivalentes dans la figure de diffraction dépend de la classe de Laue : il s'agit de l'ordre du groupe de Laue.
| Classe de Laue | Ensembles de réflexions équivalentes |
| -------------- | --- |
| 1              | h,k,l ; -h,-k,-l |
| 2/m            | h,k,l ; -h,k,-l ; -h,-k,-l ; h,-k,l |
| mmm            | h,k,l ; -h,k,l ; h,-k,l ; h,k,-l ; -h,-k,l ; -h,k,-l ; h,-k,-l ; -h,-k,-l |
| 4/m            | h,k,l ; -k,h,l ; -h,-k,l ; k,-h,l ; -h,-k,-l ; k,-h,-l ; h,k,-l ; -k,h,-l |
| 4/mmm          | h,k,l ; -k,h,l ; -h,-k,l ; k,-h,l ; -h,-k,-l ; k,-h,-l ; h,k,-l ; -k,h,-l ; k,h,l ; -h,k,l ; -k,-h,l ; h,-k,l ; -k,-h,-l ; h,-k,-l ; k,h,-l ; -h,k,-l |
| 3              | h,k,l ; h+k,-h,-l ; k,-h-k,l ; -h,-k,-l ; -h-k,h,l ; -k,h+k,-l |
| 3m             | h,k,l ; h+k,-h,-l ; k,-h-k,l ; -h,-k,-l ; -h-k,h,l ; -k,h+k,-l ; k,h,l ; h+k,-k,-l ; h,-h-k,l ; -k,-h,-l ; -h-k,k,l ; -h,h+k,-l |
| 6/m            | h,k,l ; -k,h-k,l ; -h-k,h,l ; -h,-k,l ; k,-h+k,l ; h+k,-h,l ; h,k,-l ; -k,h-k,-l ; -h-k,h,-l ; -h,-k,-l ; k,-h+k,-l ; h+k,-h,-l |
| 6/mmm          | h,k,l ; -k,h+k,l ; -h-k,h,l ; -h,-k,l ; k,-h-k,l ; h+k,-h,l ; h,k,-l ; -k,h+k,-l ; -h-k,h,-l ; -h,-k,-l ; k,-h-k,-l ; h+k,-h,-l ; k,h,l ; -h,h+k,l ; -h-k,k,l ; -k,-h,l ; h,-h-k,l ; h+k,-h,l ; k,h,-l ; -h,h+k,-l ; -h-k,k,-l ; -k,-h,-l ; h,-h-k,-l ; h+k,-h,-l |
| m3             | h,k,l ; -h,-k,l ; -h,k,-l ; h,-k,-l ; l,h,k ; l,-h,-k ; -l,-h,k ; -l,h,-k ; k,l,h ; -k,l,-h ; k,-l,-h ; -k,-l,h ; -h,-k,-l ; h,k,-l ; h,-k,l ; -h,k,l ; -l,-h,-k ; -l,h,k ; l,h,-k ; l,-h,k ; -k,-l,-h ; k,-l,h ; -k,l,h ; k,l,-h |
| m3m            | h,k,l ; -h,-k,l ; -h,k,-l ; h,-k,-l ; l,h,k ; l,-h,-k ; -l,-h,k ; -l,h,-k ; k,l,h ; -k,l,-h ; k,-l,-h ; -k,-l,h ; k,h,-l ; -k,-h,-l ; k,-h,l ; -k,h,l ; h,l,-k ; -h,l,k ; -h,-l,-k ; h,-l,k ; l,k,-h ; l,-k,h ; -l,k,h ; -l,-k,-h ; -h,-k,-l ; h,k,-l ; h,-k,l ; -h,k,l ; -l,-h,-k ; -l,h,k ; l,h,-k ; l,-h,k ; -k,-l,-h ; k,-l,h ; -k,l,h ; k,l,-h ; -k,-h,l ; k,h,l ; -k,h,-l ; k,-h,-l ; -h,-l,k ; h,-l,-k ; h,l,k ; -h,l,-k ; -l,-k,h ; -l,k,-h ; l,-k,-h ; l,k,h |

La classe de Laue d'un cristal est déterminée en comparant toutes les réflexions mesurées entre elles : on effectue pour chaque groupe de Laue des tests statistiques sur les intensités des réflexions supposées équivalentes. Le groupe de Laue possédant le meilleur « facteur d'accord interne » est alors choisi. Ce facteur d'accord Rint est défini par
{\displaystyle R_{int}=100\cdot {\frac {\displaystyle {\sum _{i}^{n}|F_{i}^{2}-<F_{i}^{2}>|}}{\displaystyle {\sum _{i}^{n}F_{i}^{2}}}}\%}
où n est le nombre de réflexions mesurées, Fi2 est l'intensité mesurée de la réflexion i et <Fi2> est la moyenne des intensités des réflexions équivalentes à la {\displaystyle i}ème réflexion selon la classe de Laue considérée. Si la classe de Laue choisie n'est pas correcte, l'écart entre Fi2 et <Fi2> est grand, ce qui conduit à une grande valeur de Rint. Typiquement, avec un bon jeu de données, Rint est inférieur à 8 % pour une classe de Laue correcte.